# Asandalum friulanum
Asandalum friulanum är en mångfotingart som beskrevs av Pius Strasser. Asandalum friulanum ingår i släktet Asandalum och familjen knöldubbelfotingar. Utöver nominatformen finns också underarten A. f. aceris.